# 문명근
문명근(文明根, 1954년 10월 7일 ~ )은 대한민국의 바둑 기사이다.

## 약력
1975년에 입단하였고, 1983년 제왕전 본선과 1989년 제6기 박카스배 본선에 진출했다. 1990년 6단으로 승단하였고 1992년 제왕전 본선에 올랐다. 1993년 7단으로 승단하였고 제13기 바둑왕전 본선에 진출했다. 2000년 8단을 거쳐 2007년 4월에 9단으로 승단하였다. 2008년 10월, 제10회 맥심커피배 입신최강전 본선에 오른 바 있다.  경상남도 진주시에서 경남 진주시 및 서부 지역 바둑보급 활성화로 발전하고 있다.  